# Screen Actors Guild Awards 2016
Screen Actors Guild Awards 2016 var den 22:a upplagan av Screen Actors Guild Awards som belönade skådespelarinsatser i filmer och TV-produktioner från 2015. Galan hölls vid Shrine Auditorium i Los Angeles, Kalifornien den 30 januari 2016.

## Vinnare och nominerade
Vinnarna listas i fetstil.

### Film
| Bästa manliga huvudroll | Bästa kvinnliga huvudroll |
| --- | --- |
| - Leonardo DiCaprio – The Revenant - Bryan Cranston – Trumbo - Johnny Depp – Black Mass - Michael Fassbender – Steve Jobs - Eddie Redmayne – The Danish Girl | - Brie Larson – Room - Cate Blanchett – Carol - Helen Mirren – Kvinnan i guld - Saoirse Ronan – Brooklyn - Sarah Silverman – I Smile Back  |
| Bästa manliga biroll | Bästa kvinnliga biroll |
| - Idris Elba – Beasts of No Nation - Christian Bale – The Big Short - Mark Rylance – Spionernas bro - Michael Shannon – 99 Homes - Jacob Tremblay – Room | - Alicia Vikander – The Danish Girl - Rooney Mara – Carol - Rachel McAdams – Spotlight - Helen Mirren – Trumbo - Kate Winslet – Steve Jobs |
| Bästa rollbesättning i en film | |
| - Spotlight – Billy Crudup, Brian d'Arcy James, Michael Keaton, Rachel McAdams, Mark Ruffalo, Liev Schreiber, John Slattery och Stanley Tucci - Beasts of No Nation – Abraham Attah, Kurt Egyiawan och Idris Elba - The Big Short – Christian Bale, Steve Carell, Ryan Gosling, Melissa Leo, Hamish Linklater, John Magaro, Brad Pitt, Rafe Spall, Jeremy Strong, Marisa Tomei och Finn Wittrock - Straight Outta Compton – Neil Brown Jr., Paul Giamatti, Corey Hawkins, Aldis Hodge, O'Shea Jackson Jr. och Jason Mitchell - Trumbo – Adewale Akinnuoye-Agbaje, Louis C.K., Bryan Cranston, David James Elliott, Elle Fanning, John Goodman, Diane Lane, Helen Mirren, Michael Stuhlbarg och Alan Tudyk | |
| Bästa stuntensemble i en film | |
| - Mad Max: Fury Road - Everest - Fast & Furious 7 - Jurassic World - Mission: Impossible – Rogue Nation | |

### Television
| Bästa manliga skådespelare i en dramaserie | Bästa kvinnliga skådespelare i en dramaserie |
| --- | --- |
| - Kevin Spacey – House of Cards - Peter Dinklage – Game of Thrones - Jon Hamm – Mad Men - Rami Malek – Mr. Robot - Bob Odenkirk – Better Call Saul | - Viola Davis – How to Get Away with Murder - Claire Danes – Homeland - Julianna Margulies – The Good Wife - Maggie Smith – Downton Abbey - Robin Wright – House of Cards                                 |
| Bästa manliga skådespelare i en komediserie | Bästa kvinnliga skådespelare i en komediserie |
| - Jeffrey Tambor – Transparent - Ty Burrell – Modern Family - Louis C.K. – Louie - William H. Macy – Shameless - Jim Parsons – The Big Bang Theory | - Uzo Aduba – Orange Is the New Black - Edie Falco – Nurse Jackie - Ellie Kemper – Unbreakable Kimmy Schmidt - Julia Louis-Dreyfus – Veep - Amy Poehler – Parks and Recreation                            |
| Bästa manliga skådespelare i en TV-film eller miniserie | Bästa kvinnliga skådespelare i en TV-film eller miniserie |
| - Idris Elba – Luther - Ben Kingsley – Tut - Ray Liotta – Texas Rising - Bill Murray – A Very Murray Christmas - Mark Rylance – Wolf Hall | - Queen Latifah – Bessie - Nicole Kidman – Grace of Monaco - Christina Ricci – The Lizzie Borden Chronicles - Susan Sarandon – The Secret Life of Marilyn Monroe - Kristen Wiig – The Spoils Before Dying |
| Bästa rollbesättning i en dramaserie | |
| - Downton Abbey – Hugh Bonneville, Laura Carmichael, Jim Carter, Raquel Cassidy, Brendan Coyle, Tom Cullen, Michelle Dockery, Kevin Doyle, Joanne Froggatt, Lily James, Rob James-Collier, Allen Leech, Phyllis Logan, Elizabeth McGovern, Sophie McShera, Lesley Nicol, Julian Ovenden, David Robb, Maggie Smith och Penelope Wilton - Game of Thrones – Alfie Allen, Ian Beattie, John Bradley, Gwendoline Christie, Emilia Clarke, Michael Condron, Nikolaj Coster-Waldau, Ben Crompton, Liam Cunningham, Stephen Dillane, Peter Dinklage, Nathalie Emmanuel, Tara Fitzgerald, Jerome Flynn, Brian Fortune, Joel Fry, Aidan Gillen, Iain Glen, Kit Harington, Lena Headey, Michiel Huisman, Hannah Murray, Brenock O'Connor, Daniel Portman, Iwan Rheon, Owen Teale, Sophie Turner, Carice van Houten, Maisie Williams och Tom Wlaschiha - Homeland – F. Murray Abraham, Atheer Adel, Claire Danes, Alexander Fehling, Rupert Friend, Nina Hoss, René Ifrah, Mark Ivanir, Sebastian Koch, Miranda Otto, Mandy Patinkin och Sarah Sokolovic - House of Cards – Mahershala Ali, Derek Cecil, Nathan Darrow, Michael Kelly, Elizabeth Marvel, Molly Parker, Jimmi Simpson, Kevin Spacey, Paul Sparks och Robin Wright - Mad Men – Sola Bamis, Stephanie Drake, Jay R. Ferguson, Bruce Greenwood, Jon Hamm, Christina Hendricks, January Jones, Vincent Kartheiser, Elisabeth Moss, Kevin Rahm, Kiernan Shipka, John Slattery, Rich Sommer, Aaron Staton och Mason Vale Cotton | |
| Bästa rollbesättning i en komediserie | |
| - Orange Is the New Black – Uzo Aduba, Mike Birbiglia, Marsha Stephanie Blake, Danielle Brooks, Laverne Cox, Jackie Cruz, Catherine Curtin, Lea DeLaria, Beth Fowler, Joel Marsh Garland, Kimiko Glenn, Annie Golden, Diane Guerrero, Michael Harney, Vicky Jeudy, Selenis Leyva, Taryn Manning, Adrienne C. Moore, Kate Mulgrew, Emma Myles, Matt Peters, Lori Petty, Jessica Pimentel, Dascha Polanco, Laura Prepon, Elizabeth Rodriguez, Ruby Rose, Nick Sandow, Abigail Savage, Taylor Schilling, Constance Shulman, Dale Soules, Yael Stone och Samira Wiley - The Big Bang Theory – Mayim Bialik, Kaley Cuoco, Johnny Galecki, Simon Helberg, Kunal Nayyar, Jim Parsons och Melissa Rauch - Key & Peele – Keegan-Michael Key och Jordan Peele - Modern Family – Julie Bowen, Ty Burrell, Aubrey Anderson-Emmons, Jesse Tyler Ferguson, Nolan Gould, Sarah Hyland, Ed O'Neill, Rico Rodriguez, Eric Stonestreet, Sofía Vergara och Ariel Winter - Transparent – Alexandra Billings, Carrie Brownstein, Jay Duplass, Kathryn Hahn, Gaby Hoffmann, Cherry Jones, Amy Landecker, Judith Light, Hari Nef, Emily Robinson och Jeffrey Tambor - Veep – Diedrich Bader, Sufe Bradshaw, Anna Chlumsky, Gary Cole, Kevin Dunn, Tony Hale, Hugh Laurie, Julia Louis-Dreyfus, Phil Reeves, Sam Richardson, Reid Scott, Timothy Simons, Sarah Sutherland och Matt Walsh | |
| Bästa stuntensemble i en TV-serie | |
| - Game of Thrones - The Blacklist - Daredevil - Homeland - The Walking Dead | |

### Screen Actors Guild Life Achievement Award
- Carol Burnett